# Fibersport
Die Fibersport, Inc. war ein US-amerikanischer Automobilhersteller, der von 1953 bis 1955 in Bloomington (Illinois) ansässig war.
Der Fibersport basierte auf dem Crosley Hotshot und hatte dessen Bodengruppe und Motor. Darauf war eine zweisitzige Roadsterkarosserie aus GFK gesetzt. Der Radstand betrug 2159 mm. Die Scheinwerfer befanden sich hinter dem offenen Kühlergrill, ähnlich wie beim Peugeot 202.
Der Vierzylinder-Reihenmotor besaß einen Hubraum von 721 cm³ und entwickelte 25,5 bhp (19 kW) bei 5200 min−1. Die Höchstgeschwindigkeit betrug 160 km/h. Der 498 kg schwere Wagen kostete fertig US$ 2850,–, war aber auch als Kit für US$ 650,– oder US$ 750,–, je nach Dicke des GFK, erhältlich. Gegen Ende der Bauzeit gab es auf Wunsch auch einen Rohrrahmen.